# Stazione di Decimomannu (1871)
Stazione di Decimomannu 1984-ben bezárt vasútállomás Olaszországban, Szardínia régióban, Decimomannu településen.

## Vasútvonalak
Az állomást az alábbi vasútvonalak érintették:
- Cagliari–Golfo Aranci Marittima-vasútvonal

## Kapcsolódó állomások
A vasútállomáshoz az alábbi állomások vannak a legközelebb: 
- Stazione di Villasor
- Stazione di Assemini Santa Lucia